# Kira Kira Happy Hirake! Cocotama
Kira Kira Happy Hirake! Cocotama (キラキラハッピー★ひらけ！ここたま) là một bộ anime của hãng OLM sản xuất năm 2018. Bộ anime gồm 55 tập.